# Yngvild Sve Flikke

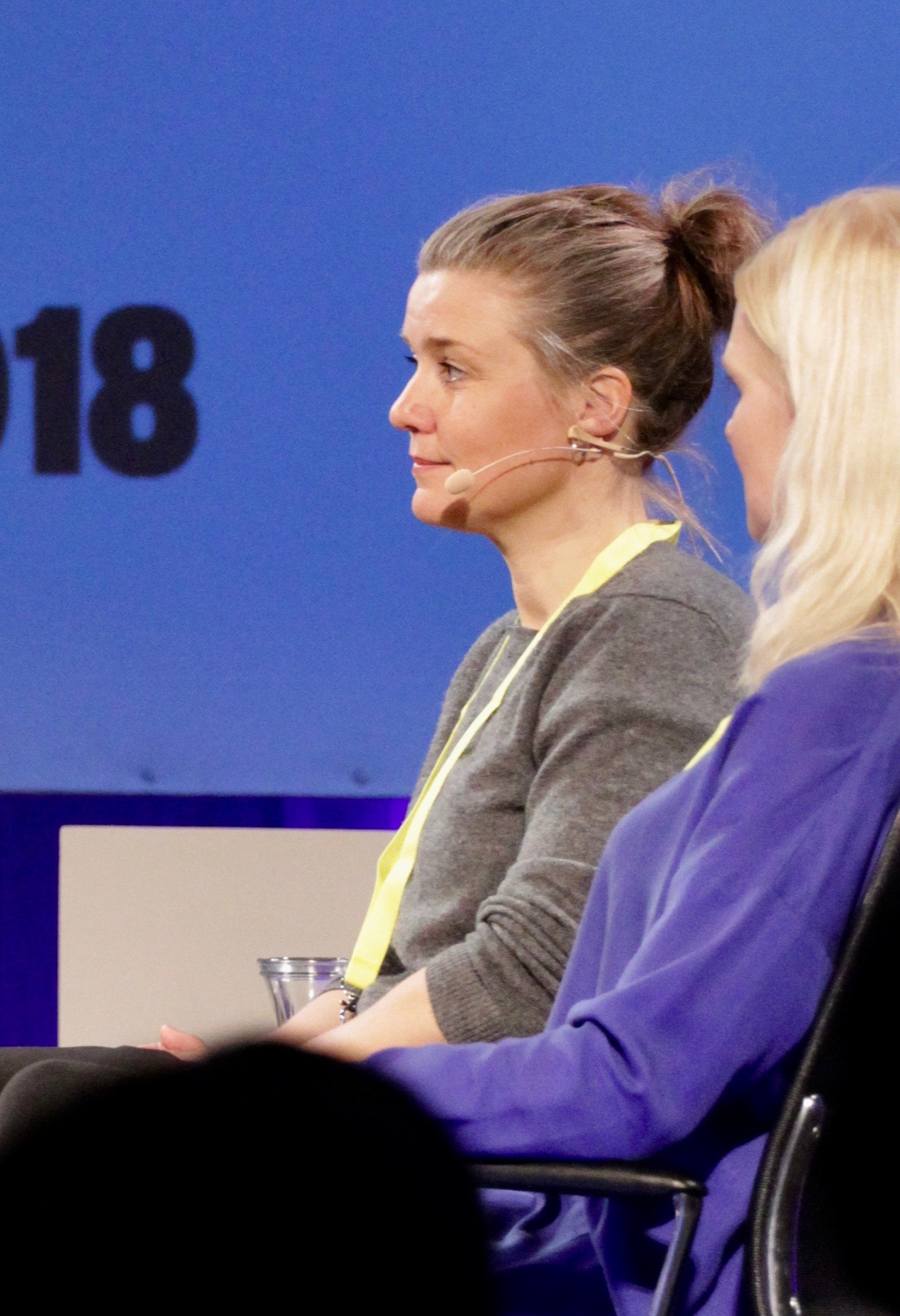
Yngvild Sve Flikke (2018)

Yngvild Sve Flikke (* 9. Juni 1974 in Trondheim) ist eine norwegische Drehbuchautorin und Filmregisseurin.

## Leben
Yngvild Sve Flikke wurde 1974 in Trondheim geboren, wo sie auch aufwuchs. Ihr Vater war Chefredakteur der Tageszeitung Adresseavisen, ihre Mutter Künstlerin und Handwerkslehrerin. Flikke verbrachte ein Jahr als Austauschstudentin in Texas und kehrte mit dem Ehrgeiz, bildende Künstlerin zu werden, nach Norwegen zurück. Zunächst studierte sie Sozialanthropologie, Medienwissenschaft und Politikwissenschaft an der NTNU, der Technisch-Naturwissenschaftlichen Universität in Trondheim. Außerdem absolvierte Flikke eine Filmlehre beim staatlichen norwegischen Fernsehen NRK. Nach ihrer Mitarbeit beim Studentenradio hatte sie ab 1996 eine Anstellung beim NRK, wo sie zunächst für die Jugendsendung U tätig war.
Nachdem sie 15 Jahre lang für den NRK gearbeitet hatte, gab sie mit Women in Oversized Men's Shirts ihr Debüt als Spielfilmregisseurin. Ihr zweiter Spielfilm Ninjababy wurde im Januar 2021 beim Tromsø International Film Festival vorgestellt und feierte im März 2021 beim South by Southwest Film Festival seine internationale Premiere.

## Filmografie
- 1991: U (Fernsehsendung)
- 2009: Vera venneløs (Fernsehserie, 5 Folgen)
- 2012: Hos mormor (Fernsehserie, 8 Folgen)
- 2013: Leo tar valget (Dokuserie, Drehbuch bei 8 Folgen)
- 2015: Mysteriet på Sommerbåten (Fernsehserie, 5 Folgen)
- 2015: Kvinner i for store herreskjorter
- 2018: Eple (Kurzfilm)
- 2018–2019: Home Ground (Heimebane, Fernsehserie, 6 Folgen)
- 2021: Ninjababy

## Auszeichnungen
Amanda
- 2015: Nominierung für das Beste Drehbuch (Kvinner i for store herreskjorter)
- 2021: Auszeichnung für die Beste Regie (Ninjababy)
- 2021: Auszeichnung für das Beste Drehbuch (Ninjababy)[7][8]

Europäischer Filmpreis
- 2021: Auszeichnung als Beste Komödie (Ninjababy)

Gijón International Film Festival
- 2021: Auszeichnung für die Beste Regie mit dem Young European Award (Ninjababy)[9]

South by Southwest Film Festival
- 2021: Auszeichnung mit dem Publikumspreis in der Sektion Global (Ninjababy)[6]